# Distichophyllidium africanum
Distichophyllidium africanum är en bladmossart som beskrevs av Fernand Mathieu Hubert Demaret och Potier de la Varde 1955. Distichophyllidium africanum ingår i släktet Distichophyllidium och familjen Daltoniaceae. Inga underarter finns listade i Catalogue of Life.